# Филип II Савойски-Ахая
Филип II Савойски-Ахая, Филип II Пиемонтски или Филип II Савойски (на италиански: Filippo di Savoia-Acaia, на френски: Philippe II de Savoie-Achaïe, dit aussi Philippe II de Savoie ou de Piémont; * август 1340, † октомври или 21 декември 1368, Авиляна, Италия) е сеньор на Ахая, претендент за мястото на своя полубрат Амадей за Господарство Пиемонт и за Ахейското княжество (1367 – 1368) в качеството си на лишен от наследство от баща им Жак Савойски-Ахая.

## Живот
Според френския историк Самюел Гишенон Филип е най-големият син на Жак Савойски-Ахая (* 1315 † 1367), господар на Пиемонт и княз на Ахая, и на втората му съпруга Сибила дел Балцо (Сибил дьо Бо) († 1361). Има една сестра Мария († сл. 1348) и двама полубратя от втория брак на баща си с Маргарита дьо Божо и двама полубратя от извънбрачни връзки на баща си.
На 7-годишна възраст, на 4 август 1346 г., баща му Жак му дава пълнолетие. Тогава родителите му сключват брачен договор за бъдещата сватба между Филип и Мария Женевска.
Баща му, въпреки че е васал на граф Амадей VI Савойски, се възползва от преминаването през Италия на император Карл IV, за да се опита да разшири автономията си. Дават му се привилегии, запазени преди това само за Савойските графове, като например възможност за облагане с данъци на стоките, преминаващи през неговите владения и по-специално – през тогавашната Strada di Francia (днешен бул. „Франча“ в град Торино). Това кара търговците да се обърнат към Амадей VI, който се намесва и отнема титлите на господаря на Пиемонт, започва открита война срещу него и окупира земите му. Жак се барикадира в Пинероло през 1360 г., обявен е за предател и е арестуван, а Филип – негов син и наследник бяга в Алесандрия. След като баща му е освободен след заплащането на огромна сума и с акт на васалитет, на 10 април 1364 г. Филип също отдава почит на граф Амадей VI.
На 16 май 1366 г. баща му съставя завещание, с което определя първородния си син Филип за свой наследник. В същия период обаче Филип се съюзява с маркграфа на Салуцо Фридрих II и с господарите на Милано Галеацо II Висконти и Бернабо Висконти, за да започне война срещу граф Амадей VI Савойски. Вследствие на това с акт от 25 април 1367 г. баща му го лишава от наследство, наричайки го „неблагодарен и недостоен“. Жак Савойски-Ахая е принуден да разпредели наследството само сред децата от третата си съпруга – Амадей и Лудвиг, което кара Филип да застане начело на кървав бунт в продължение на няколко години.
Армията на Амадей VI, която отлага заминаването си за Гърция, лесно побеждава войските на Филип, който е обсаден във Фосано през август 1368 г., където е и заловен. През септември мащехата на Филип – Маргарет дьо Божо отправя молба към Амадей VI, отричайки поведението на Филип. В отговор на това Амадей VI започва процес срещу бунтовника, който е признат за виновен на 27 септември; Филип е затворен в Замъка на Авиляна и е лишен от княжеска титла. Няма информация за официална смъртна присъда.
Гишенон предполага, че Филип е починал в началото на 1369 г., без да може да потвърди точната причина за смъртта му. Позовавайки се на хипотезите на някои летописци от Пиемонт и Ломбардия, историкът счита, че причината за смъртта е скръбта заради лишаването от титли от страна на баща му или удавяне. Възприето е схващането, че тя е настъпила на 21 декември 1368 г. от удавяне в ледените води на езерото на Авиляна.
Говори се, че Филип II е оцелял от удавяне чрез застъпничеството на блажения Хумберт Савойски благодарение на медальона, посветен на него, който винаги е носел. Той е успял да избяга и е водил живот на покайващ се поклонник, посещавайки светилища във Франция, Швейцария и Испания, достигайки Фатима в Португалия, където е умрял около 1418 г. Легендата гласи, че призракът му се появява периодично от водите на езерата на Авиляна.

## Брак и потомство
∞ 19 септември 1362 за Аликс или Алиса дьо Тоар-Вилар († 1412), господарка на Монжифон, дъщеря на Умберто VI от Тоар-Вилар и съпругата му Беатрис дьо Шалон. Нямат деца.
Вероятно има една извънбрачна дъщеря:
- Умберта, идентифицирана като монахинята-ясновидка Филипа де Сторджи (* 1368, † 16 октомври 1454 в доминиканския манастир „Св. Катерина Александрийска“ в Алба). Казват, че на смъртния си одър е предрекла бъдещите беди за следващите четири века и половина за Савойската династия, както и идването на чудовище от Изтока, което ще донесе големи беди за човечеството, но ще бъде победено от Нашата господарка на светата молитвена броеница на Фатима (Nostra Signora del Santo Rosario di Fatima).[17]

### Първични източници
- ((la)) De Allobrogibus libri novem.
- ((la)) Guichenon, Samuel. Preuves de l'Histoire généalogique de la royale maison de Savoie, justifiée par titres
- ((la)) Storia dei principi di Savoia del ramo d'Acaia, signori del Piemonte, Volume 2

### Историографска литература
- ((fr)) Guichenon, Samuel. Histoire généalogique de la royale maison de Savoie, justifiée par titres
- ((fr)) Histoire de la Maison de Savoie
- ((fr)) Samuel Guichenon. Preuves de l'Histoire généalogique de la royale maison de Savoie, justifiée par titres
- ((it)) Sezione Corte -> Matrimoni Real Casa di Savoia in Materie politiche per rapporto all'interno [Inventario n. 102] -> Matrimoni -> Mazzo 6.2